# Пасо, Фернандо дель
Ферна́ндо дель Па́со Мора́нте (исп. Fernando del Paso Morante; 1 апреля 1935, Мехико — 14 ноября 2018) — мексиканский писатель и художник, дипломат.

## Биография
Хотел стать врачом, но не выносил вида крови. Окончил экономический факультет Национального автономного университета в Мехико (UNAM). Занимался журналистикой, работал в рекламных агентствах, начал рисовать. В 1958 выпустил сборник стихов «Повседневные сонеты». В 1966 опубликовал первый роман, хронику мексиканской истории «Хосе Триго», над которым работал 10 лет. С 1969 жил в США, а затем в течение четырнадцати лет — в Великобритании, где работал на Би-Би-Си и писал следующий роман «Палинур Мексиканский», грандиозный стилистический эксперимент, также потребовавший десятилетних трудов (опубликован в 1977). С 1985 года проживал во Франции, вёл программу на Испанском национальном радио и на Международном радио Франции. В 1988—1991 годах — генеральный консул Мексики в Париже. Вернувшись в Мексику в 1992 году, возглавил в Гвадалахарском университете Ибероамериканскую библиотеку имени Октавио Паса.

## Творчество
Кроме четырех романов, Фернандо дель Пасо принадлежат шесть сборников стихов, книга рассказов, несколько пьес, монография о Хуане Хосе Арреоле (1994), книга о мексиканской кухне (1991) и др. Среди повлиявших на него писателей он выделяет Льюиса Кэрролла, Джеймса Джойса, Уильяма Фолкнера, Хуана Рульфо.
Помимо литературы, писатель пробовал свои силы в живописи и графике. Выставки картин и рисунков Фернандо дель Пасо проходили в Лондоне, Мадриде, Париже, различных городах США, в Мехико и Гвадалахаре

## Произведения

### Стихи
- Повседневные сонеты/ Sonetos de lo diario (1958)
- Азбука/ De la A a la Z (1988, стихи для детей)
- Палитра в десять красок (1990)
- Сонеты любовные и повседневные/ Sonetos del amor y de lo diario (1997)
- Воздушные замки/ Castillos en el aire (2002)
- Поэморье/ PoeMar (2004)

### Романы
- Хосе Триго/ José Trigo (1966, премия Хавьера Вильяуррутьи)
- Палинур Мексиканский/ Palinuro de México (1977, роман-игра в традициях Рабле, Стерна, Кэрролла, Джойса; премия за лучшую иностранную книгу, опубликованную во Франции, 1985)
- Вести из Империи/ Noticias del Imperio (1987, исторический роман, «Лучший мексиканский роман за последние 30 лет» по версии журнала Nexos, 2007)
- Линда-67. История преступления/ Linda 67. Historia de un crimen (1995, черный детектив)

### Новеллы
- Разрозненные рассказы/ Cuentos dispersos (1999)

### Эссе
- Беседа в январе/ El coloquio de invierno (1992, в соавторстве с Карлосом Фуэнтесом и Габриэлем Гарсиа Маркесом)
- Память и забвение: Жизнь Хуана Хосе Арреолы/ Memoria y olvido, vida de Juan José Arreola (1994)

## Признание
Романы писателя переведены на английский, французский, немецкий, португальский и др. языки; диссертации по его творчеству защищаются в Латинской Америке и Испании, США, Франции и ФРГ. Он — лауреат многочисленных национальных и международных литературных премий, включая премию Ромуло Гальегоса (1982), премию Дома Америк (1985), Национальную премию по языку и литературе (1991), премию Хуана Рульфо (2007), Международную премию Альфонсо Рейеса (2013). премию Сервантеса (2015).
Член Мексиканской академии языка (2006). В 2007 именем писателя была названа крупнейшая из библиотек Гвадалахарского университета, в том же году в Гвадалахаре был установлен его бюст (см.: ).